# エーシズ・ボールパーク
グレーター・ネバダ・フィールド（Greater Nevada Field）は、アメリカ合衆国のネバダ州リノにある野球場。アリゾナ・ダイヤモンドバックス傘下AAAリノ・エーシズの本拠地である。
標高1300mを超える乾燥地帯にあるため、打者有利の球場として知られる。
2002年、ネバダ州のリノとスパークス地区に野球チームを招致するため、ネバダ州議会は新球場の建設の計画を立て始める。しかし、新球場の建築費だけでなく、チームの買収費を集めることができず計画は流れた。
2007年、リノへ球団を移転することを計画していたSK Baseball社は郡の融資を受け、リノの再開発と新しい球場を建設することを発表。
2008年、建設を開始し、球場名がシエラ・ネバダ・スタジアムに暫定的に決定。その後ツーソン・サイドウィンダーズ（のちのリノ・エーシズ）がリノに移転し、エーシズ・ボールパークに改名。
2009年、4月17日に開場。